# أونين آ (أسطورة)
أونين - آ (بالإنجليزية: Aunyain - a)‏ في أساطير السكان الأصليين في البرازيل، هو اسم ساحر شرير، يُخرج من جسده السحالي والظعايا وغيرها من الحيوانات، وهذا الساحر كان يأكل الأطفال. وعندما أراد الناس أن يخلصوا البلاد منه تسلقوا كرمة عالية، وصعدوا نحو السماء وهم يعلمون أن لو تسلق وراءهم لابد أن يسقط.
وبالفعل عندما أراد الساحر أن يتسلق الكرمة خلفهم طار البغبغاء أمامه وأخذ يقرض الكرمة حتى سقط على الأرض. ومن ذراعيه ورجليه خرجت التماسيح الأمريكية، كما خرجت السحالي والظعايا من أصابع قدميه. وما تبقى من جسده أكلته النسور.